# Mönichwald
Mönichwald var en kommun i distriktet Hartberg-Fürstenfeld i förbundslandet Steiermark i Österrike. Den bestod av två orter (Ortschaften) (inom parentes invånarantal 1 januari 2024):
- Karnerviertel (514)
- Schmiedviertel (265)

Kommunen blev den 1 januari 2015 en del av den nybildade kommunen Waldbach-Mönichwald.